# Skocznie narciarskie w Gdańsku
Skocznie narciarskie w Gdańsku – nieistniejące już dwie małe skocznie narciarskie w Gdańsku. Zlokalizowane były w oliwskiej Dolinie Radości oraz w Dolinie Samborowo.

## Skocznia w Dolinie Radości
Pierwsza skocznia na terenie Wolnego Miasta Gdańska zbudowana została w 1932 i składała się z drewnianej wieży oraz stoku wzgórza tworzącego bulę. Punkt konstrukcyjny określony został na 35. metrze.
W 1940 na skoczni zginął niemiecki skoczek Ernst Becker-Lee (ur. 1905). Jego śmierć upamiętnia kamienna płyta ustawiona po drugiej stronie stoku skoczni, na której widnieje proporzec z gdańskimi krzyżami i koroną na tle dwóch nart. Gdański poeta Grzegorz Kwiatkowski napisał wiersz o zmarłym tragicznie sportowcu. Regularne zawody kontynuowano do połowy lat 50., kiedy rekord skoczni ustanowił skokiem na odległość 39 m skoczek o nazwisku Kołtuń z Zakopanego. Zawody rangi ogólnopolskiej organizowano do lat 60., po 1970 drewniana wieża opuszczona popadała w ruinę, do lat 80. zachowała się wieżyczka obserwacyjna. Obecnie gdzieniegdzie można odnaleźć belki, z których skonstruowany był obiekt.
Na dawnym dojeździe skoczni, wśród zarośli, znajduje się kamień, na którym wyryto datę budowy skoczni 1932.

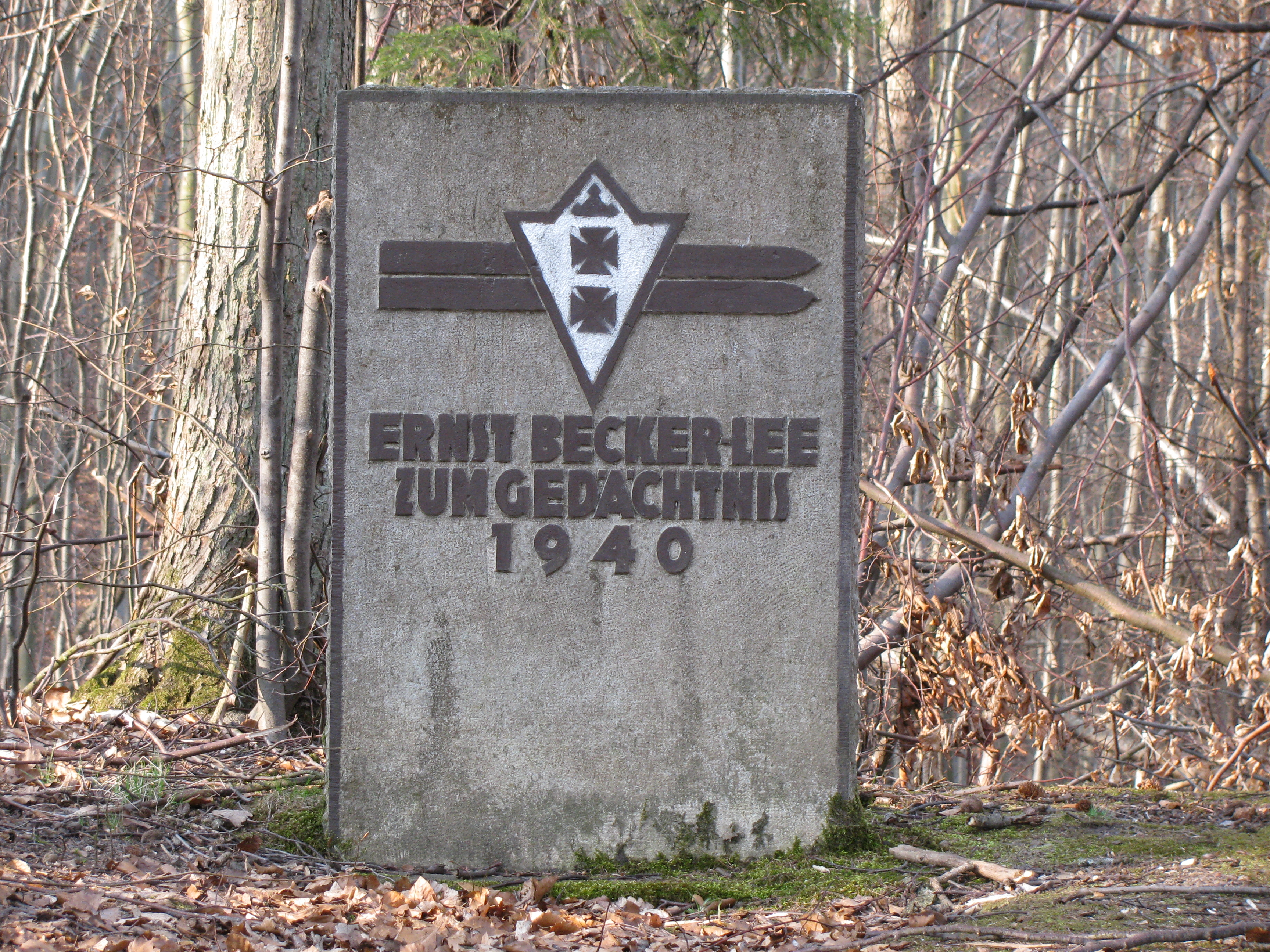
Płyta pamiątkowa z 1940

## Skocznia w Dolinie Henrietty
W latach 30. we Wrzeszczu, w tzw. Dolinie Henrietty, na przedłużeniu obecnej ul. Abrahama, wybudowano skocznię o punkcie konstrukcyjnym 30 m. Położenie obiektu w lesie eliminowało problem wiatru. Rekordzistą skoczni jest Kazimierz Polus (jest także rekordzistą skoczni w Czarnkowie), który w 1970 uzyskał dystans 34,5 m. Obecnie pozostałości zeskoku obiektu wykorzystywane są przez miłośników zjazdów rowerem. Miejsce to jest określane Tomac na cześć Johna Tomaca, amerykańskiego rowerzysty.

## XXI wiek
W pierwszej dekadzie XXI wieku, na fali sukcesów Adama Małysza, z inicjatywy Grupy Lotos powstał pomysł ustawienia małej igielitowej skoczni narciarskiej na Długim Targu w Gdańsku i rozgrywanie na niej zawodów. Wg pierwotnej koncepcji kilka skoków miał oddać sam Małysz, później planowano rozgrywanie zawodów młodych skoczków, żaden jednak z tych pomysłów nie doczekał się realizacji.